# John Writer
John Writer, né le 17 septembre 1944 à Chicago, est un tireur sportif américain médaillé aux Jeux olympiques d'été de 1972 à Munich.

## Palmarès

### Jeux olympiques d'été
- Jeux olympiques d'été de 1968 de Mexico
  -  Médaille d'argent en 50m carabine trois positions
- Jeux olympiques d'été de 1972 de Munich
  -  Médaille d'or en 50m carabine trois positions[1]